# Kanada (Trzyniec)
Kanada – część miasta Trzyńca w kraju morawsko-śląskim, w powiecie Frydek-Mistek w Czechach. Populacja w 2001 wynosiła 1042 osoby, zaś w 2010 odnotowano 273 adresy domów. Stanowi jedynie dzielnicę i nie posiada swojego odpowiednika w gminie katastralnej, lecz znajduje się w granicach gmin Konská i Třinec.
Kanada wyodrębniła się ze wschodniej części Końskiej, co związane było z powstaniem osiedla domków jednorodzinnych tzw. dorobkiewiczów na południe od głównej bramy huty trzynieckiej. W 1950 w nowym podziale administracyjnym miasta jako jedna z 6 dzielnic oznaczona została rzymską cyfrą III.